# Walton Goggins
Walton Sanders Goggins, Jr., né le 10 novembre 1971 à Birmingham en Alabama (États-Unis), est un acteur américain.
Il est notamment connu pour avoir incarné les rôles de l'inspecteur Shane Vendrell dans la série The Shield, de la goule / Cooper Howard dans la série Fallout et de Boyd Crowder dans la série Justified. Il a aussi tenu des rôles dans les longs métrages Les Huit Salopards, Django Unchained, Machete Kills, Lincoln, Miracle à Santa Anna, ou encore Predators. Il a fondé avec l'acteur Ray McKinnon la société de production Ginny Mule Pictures.

## Biographie

### Carrière
Il connait la reconnaissance grâce à son rôle de l'inspecteur ripou Shane Vendrell dans la série The Shield (2002-2008) de Shawn Ryan.
En 2010, il trouve un deuxième rôle majeur à la télévision, celui du criminel Boyd Crowder dans la série plébiscitée Justified portée par Timothy Olyphant. La série s'achève en 2015.
Parallèlement à la série, il obtient des rôles plus remarqués sur le grand écran. Il joue dans la distribution d'ensemble du film Predators (2010) de Nimród Antal, qui le voit tenir le rôle d'un prisonnier tentant d'échapper aux Predators avec d'autres captifs. L'année 2012 lui permet de collaborer avec deux cinéastes reconnus. Il tient le rôle du député Clay Hawkins dans le biopic Lincoln de Steven Spielberg, ainsi que celui d'un homme de main dans le western Django Unchained porté par Jamie Foxx et qui marque sa première collaboration avec Quentin Tarantino. Côté télévision, Goggins se voit offrir le rôle de Venus Van Dam, une femme transgenre, au cours de la cinquième saison de la série de bikers Sons of Anarchy de Kurt Sutter. Tenant le rôle jusqu'à la dernière saison de la série diffusée en 2014, Goggins est un des nombreux acteurs de la série The Shield à apparaitre dans la série, Sutter ayant officé comme producteur dans cette dernière.
En 2015, il retrouve le réalisateur Quentin Tarantino qui lui donne un des huit principaux rôles de son western à huis clos enneigé Les Huit Salopards (The Hateful Eight). Évoluant aux côtés de Samuel L. Jackson, Kurt Russell, Jennifer Jason Leigh, Demián Bichir, Tim Roth, Michael Madsen et Bruce Dern, Goggins incarne le Sudiste Chris Mannix devenu shérif.
En 2017, Arkane Studios fait appel à lui pour donner sa voix au personnage secondaire Aaron Ingram dans le huis clos spatial vidéoludique Prey.
En 2018, il joue l'antagoniste Mathias Vogel, opposé à Alicia Vikander, dans le film Tomb Raider de Roar Uthaug, adaptation du jeu vidéo sorti en 2013. Il intègre également l'univers cinématographique Marvel en incarnant le méchant secondaire Sonny Burch dans le film Ant-Man et la Guêpe (Ant-Man and the Wasp) de Peyton Reed. Il est également annoncé dans le pilote d'une nouvelle adaptation par CBS du roman L.A. Confidential.
Depuis 2021, il prête sa voix à Cecil Stedman dans la série d'animation Invincible de Robert Kirkman, qui adapte ses propres comics.
En 2023, il reprend huit ans plus tard son rôle de Boyd Crowder dans le dernier épisode de la série Justified: City Primeval.

## Filmographie

### Cinéma
- 1992 : Mr. Saturday Night de Billy Crystal : Shaky Kid (non crédité)
- 1992 : Forever Young de Steve Miner : un policier-militaire
- 1994 : Miss Karaté Kid (The Next Karate Kid) de Christopher Cain : Charlie
- 1997 : Le Prédicateur (The Apostle) de Robert Duvall : Sam
- 1997 : Painted Hero de Terry Benedict : Roddy
- 1997 : La Piste du tueur (Switchback) de Jeb Stuart : Bud
- 1998 : Les Indians 3 (Major League: Back to the Minors) : Billy « Downtown » Anderson
- 1999 : La Véritable Histoire de Laura Ingalls (en) (Beyond the Prairie: The True Story of Laura Ingalls Wilder) de Marcus Cole : Almanzo James Wilder
- 1999 : Wayward Son de Randall Harris
- 2000 : The Crow 3: Salvation (The Crow: Salvation) de Bharat Nalluri : Stan Robbers
- 2000 : Red Dirt de Tag Purvis : Lee Todd
- 2000 : Shanghai Kid (Shanghai Noon) de Tom Dey : Wallace
- 2001 : The Accountant (court-métrage) de Ray McKinnon : Tommy O'Dell
- 2001 : Daddy and Them de Billy Bob Thornton : Tommy Christian
- 2001 : Une virée en enfer (Joy Ride) de John Dahl : un officier de police (non crédité)
- 2002 : La Mémoire dans la peau (The Bourne Identity) de Doug Liman : le chercheur (agent de la CIA)
- 2003 : 4 Selections from Plimpton County's Tuff Truck Jamboree (courts-métrages) de Thompson Blake : Narl
- 2003 : La Maison des mille morts (House of 1000 Corpses) de Rob Zombie : adjoint Steve Nash
- 2003 : Apple Jack (en) (court-métrage) de Mark Whiting : Moe Danyou
- 2004 : Chrystal (en) de Ray McKinnon : Larry
- 2005 : Burt Munro (The World's Fastest Indian) de Roger Donaldson : Marty Dickerson
- 2006 : The Architect de Matt Tauber : Joe
- 2007 : Randy and the Mob (en) de Ray McKinnon : Tino Armani
- 2008 : Miracle à Santa Anna (Miracle at St. Anna) de Spike Lee : Capitaine Nokes
- 2009 : Fragments (Winged Creatures) de Rowan Woods : Zack
- 2009 : That Evening Sun (en) de Scott Teems : Paul Meecham
- 2009 : Damage de Jeff King : Reno
- 2010 : Predators de Nimród Antal : Walter Stans
- 2011 : Cowboys et Envahisseurs (Cowboys and Aliens) de Jon Favreau : Hunt
- 2011 : Chiens de paille (Straw Dogs) de Rod Lurie : Daniel Niles
- 2012 : Lincoln de Steven Spielberg : Clay Hawkins
- 2012 : Django Unchained de Quentin Tarantino : Billy Crash
- 2013 : Officer Down de Brian A. Miller : The Angel / inspecteur Logue
- 2013 : G.I. Joe : Conspiration (G.I. Joe: Retaliation) de Jon Chu : gardien Nigel James
- 2013 : Machete Kills de Robert Rodriguez : El Cameleon no 1
- 2015 : American Ultra de Nima Nourizadeh : Laugher
- 2015 : Diablo (en) de Lawrence Roeck (en) : Ezra
- 2015 : Les Huit Salopards (The Hateful Eight) de Quentin Tarantino : Chris Mannix
- 2017 : State of Mind (Three Christs) de Jon Avnet : Leon
- 2018 : Le Labyrinthe : Le Remède mortel de Wes Ball : Lawrence
- 2018 : Tomb Raider de Roar Uthaug : Mathias Vogel
- 2018 : Ant-Man et la Guêpe (Ant-Man and the Wasp) de Peyton Reed : Sonny Burch
- 2019 : Le Souffle du serpent (Them That Follow) de Britt Poulton et Dan Madison Savage : Lemuel Childs
- 2019 : Once Upon a Time… in Hollywood de Quentin Tarantino : le narrateur d'une publicité (caméo vocal, version longue cinéma)
- 2020 : Fatman de Eshom Nelms et Ian Nelms : Jonathan "Skinny Man" Miller
- 2021 : Spirit : L'Indomptable (Spirit Untamed) d'Elaine Bogan : Hendricks (voix)

### Télévision

#### Téléfilms
- 1990 : Murder in Mississippi de Roger Young : Lyle
- 1992 : Stay the Night (téléfilm) de Harry Winer : Wayne Seagrove
- 1993 : For Love and Glory  de Roger Young : Buck
- 1996 : Humanoïd - terreur abyssale (Humanoids from the Deep) de Jeff Yonis : Rod
- 1996 : The Cherokee Kid (en) de Paris Barclay : Jim Bob, Carver Gang

#### Séries télévisées
- 1989 : Dans la chaleur de la nuit (In the Heat of the Night) - Saison 3, épisode 5 : Darrell
- 1991 : Dans la chaleur de la nuit (In the Heat of the Night) - Saison 4, épisode 14 : Robbie Jeffries
- 1992 : Beverly Hills 90210 - Saison 2, épisode 24 : Mike Muchin
- 1992 : Dans la chaleur de la nuit (In the Heat of the Night) - Saison 6, épisode 4 : Garth Watkins
- 1993 : Les Ailes du destin (I'll Fly Away) - Saison 2, épisode 14 : Langley
- 1993 : Le Rebelle (Renegade) - Saison 2, épisode 9 : Lance McBride
- 1995 : JAG - Saison 1, épisode 4 : Officier des communications
- 1996 : Pacific Blue - Saison 1, épisodes 1 et 10 : Harv
- 1996 : The Sentinel - Saison 2, épisode 6 : Mick
- 1998 : New York Police Blues (NYPD Blue) - Saison 5, épisode 22 : Terry
- 2001 : Arabesque : L'Heure de la justice (The Last Free Man) : Billy Weber
- 2002 : La Véritable histoire de Laura Ingalls - 2e partie (Beyond the Prairie, Part 2: The True Story of Laura Ingalls Wilder) de Marcus Cole : Almanzo James Wilder
- 2002-2008 : The Shield : Inspecteur Shane Vendrell (86 épisodes)
- 2004 : Hawaii  : Agent Davis (saison 1, épisode 5)
- 2007 : Les Experts (CSI: Crime Scene Investigation) : Marlon Frost (saison 7, épisode 18)
- 2007 : Veronica Mars : l'agent du FBI (pilote de la saison 4 jamais diffusée)
- 2009 : Esprits criminels (Criminal Minds) : John Cooley  saison 4, épisode 17)
- 2009 : Les Experts : Miami (CSI: Miami) : Sean Echols (saison 7, épisode 24)
- 2010-2015 : Justified : Boyd Crowder (74 épisodes)
- 2012 : Vanessa & Jan : Ed (saison 1, épisodes 1, 2 et 6)
- 2012-2014 : Sons of Anarchy : Venus Van Dam (saisons 5-7, 6 épisodes)
- 2013 : To Appomattox : Richard Stoddert Ewell
- 2014 : Community : M. Stone (saison 5, épisode 4)
- 2016 : Vice Principals : Lee Russel (18 épisodes)
- 2016 : Six : Richard « Rip » Taggart (11 épisodes)
- 2018 : The Big Bang Theory  : Oliver (saison 11, épisode 14)
- 2019 : Deep State (en) : Nathan Miller (saison 2, 8 épisodes)
- 2019 : L.A. Confidential : Jack Vincennes
- 2019-2021 : The Unicorn (en) : Wade Felton (31 épisodes)
- depuis 2019 : The Righteous Gemstones : Baby Billy Freeman (12 épisodes - en cours)
- 2022 : Les Derniers Jours de Ptolemy Grey : Dr Rubin (5 épisodes)
- 2023 :  Justified: City Primeval Boyd Crowder (épisode 8)
- 2024 : Fallout : La goule / Cooper Howard
- 2025 : The White Lotus : Rick Hatchett (Saison 3)

#### Séries d'animation
- 2012 : Unsupervised : Bruce Lindsay (saison 1, épisode 7)
- 2017 : American Dad! : Enoch (saison 12, épisode 10)
- 2021 : Squidbillies (en) : [Qui ?]
- depuis 2021 : Invincible : Cecil Stedman (6 épisodes - en cours)

### Jeux vidéo
- 1996 : Wing Commander IV : Le Prix de la liberté (Wing Commander IV: The Price of Freedom) : un pilote
- 2007 : The Shield : Inspecteur Shane Vendrell
- 2017 : Prey : Aaron Ingram

## Discographie
- 2015 : The Pale Emperor de Marilyn Manson : La voix du prédicateur (piste # 6)

## Distinctions

### Nominations
- 1re cérémonie des Critics' Choice Television Awards 2011 : Meilleur acteur dans un second rôle dans une série dramatique pour Justified (2010-2015).
- 63e cérémonie des Primetime Emmy Awards 2011 : Primetime Emmy Award du meilleur acteur dans un second rôle dans une série télévisée dramatique pour Justified (2010-2015).
- 3e cérémonie des Critics' Choice Television Awards 2013 : Meilleur acteur dans un second rôle dans une série dramatique pour Justified (2010-2015).
- 4e cérémonie des Critics' Choice Television Awards 2014 : Meilleur acteur dans un second rôle dans une série dramatique pour Justified (2010-2015).
- 4e cérémonie des Critics' Choice Television Awards 2014 : Meilleur invité dans une série dramatique pour Sons of Anarchy (2008-2014).
- 5e cérémonie des Critics' Choice Television Awards 2015 : Meilleur invité dans une série dramatique pour Sons of Anarchy (2008-2014).
- 5e cérémonie des Critics' Choice Television Awards 2015 : Meilleur acteur dans un second rôle dans une série dramatique pour Justified (2010-2015).

## Voix francophones
En version française, Walton Goggins est dans un premier temps doublé à deux reprises par Olivier Jankovic dans The Sentinel et La Piste du tueur ainsi qu'à titre exceptionnel par Thierry Wermuth dans Miss Karaté Kid, Xavier Béja dans Le Prédicateur, Fabrice Josso dans La Véritable Histoire de Laura Ingalls (en) et Emmanuel Jacomy dans Shanghai Kid.
À partir de 2002 et la série The Shield, Mathias Kozlowski devient sa voix régulière. Il le retrouve dans Justified, Predators, Sons of Anarchy, Lincoln, American Ultra, Vice Principals, Ant-Man et la Guêpe ou encore The Righteous Gemstones. En parallèle, il est notamment doublé par Laurent Maurel dans Three Christs, Le Labyrinthe : Le Remède mortel et Deep State (en) ainsi que par Jérémy Prévost dans Cowboys et Envahisseurs, Les Huit Salopards et George & Tammy. Jean-François Cros l'a aussi doublé à deux reprises, dans Esprits criminels et plus récemment dans la série Les Derniers Jours de Ptolemy Grey. Enfin, il est doublé à titre exceptionnel par Yann Pichon dans Burt Munro, Jonathan Cohen dans Miracle à Santa Anna, Loïc Houdré dans Django Unchained, Cédric Dumond dans G.I. Joe : Conspiration, Emmanuel Karsen dans Machete Kills, Emmanuel Gradi dans Diablo (en), Benoît Grimmiaux dans Mojave, Jochen Hägele (en) dans Tomb Raider, Matthieu Albertini dans Signe astrologique : Vierge et Gilduin Tissier dans Fallout.
En version québécoise, il est doublé à deux reprises par Martin Desgagné dans Chiens de paille et Tomb Raider ainsi qu'à titre exceptionnel par Sylvain Hétu dans Fragments, Gilbert Lachance dans Miracle à Santa Anna, Tristan Harvey dans Predateurs et Paul Sarrasin dans Cowboys et Aliens